# Pseudasellodes vitraria
Pseudasellodes vitraria är en fjärilsart som beskrevs av William Schaus 1901. Pseudasellodes vitraria ingår i släktet Pseudasellodes och familjen mätare. Inga underarter finns listade i Catalogue of Life.